# Wüstenbuchau
Wüstenbuchau ist ein Gemeindeteil des Marktes Mainleus im Landkreis Kulmbach (Oberfranken, Bayern). Wüstenbuchau liegt in der Gemarkung Lopp.

## Geografie
Das Dorf liegt am Oberlauf des Motschenbaches, der im Nordosten von Oberfranken entspringt und ein linker Zufluss des Mains ist. Die Nachbarorte von Wüstenbuchau sind Motschenbach im Norden, Neuenreuth im Osten, Bechtelsreuth im Süden, Buchau im Südwesten und Dörfles im Westen. Das Dorf ist von dem vier Kilometer entfernten Mainleus aus über die Kreisstraße KU 6 erreichbar.

## Geschichte
Bis zur Gebietsreform in Bayern war Wüstenbuchau ein Gemeindeteil der Gemeinde Lopp im Altlandkreis Kulmbach. Die Gemeinde Lopp hatte 1961 insgesamt 226 Einwohner, davon 106 in Wüstenbuchau. Als die Gemeinde Lopp zu Beginn der bayerischen Gebietsreform am 1. Januar 1972 aufgelöst wurde, wurde Wüstenbuchau zu einem Gemeindeteil des Marktes Mainleus.

## Baudenkmäler
Baudenkmäler sind zwei Wohnstallhäuser, eine ehemalige Mühle, ein Taubenkobel und vier Kreuzsteine.

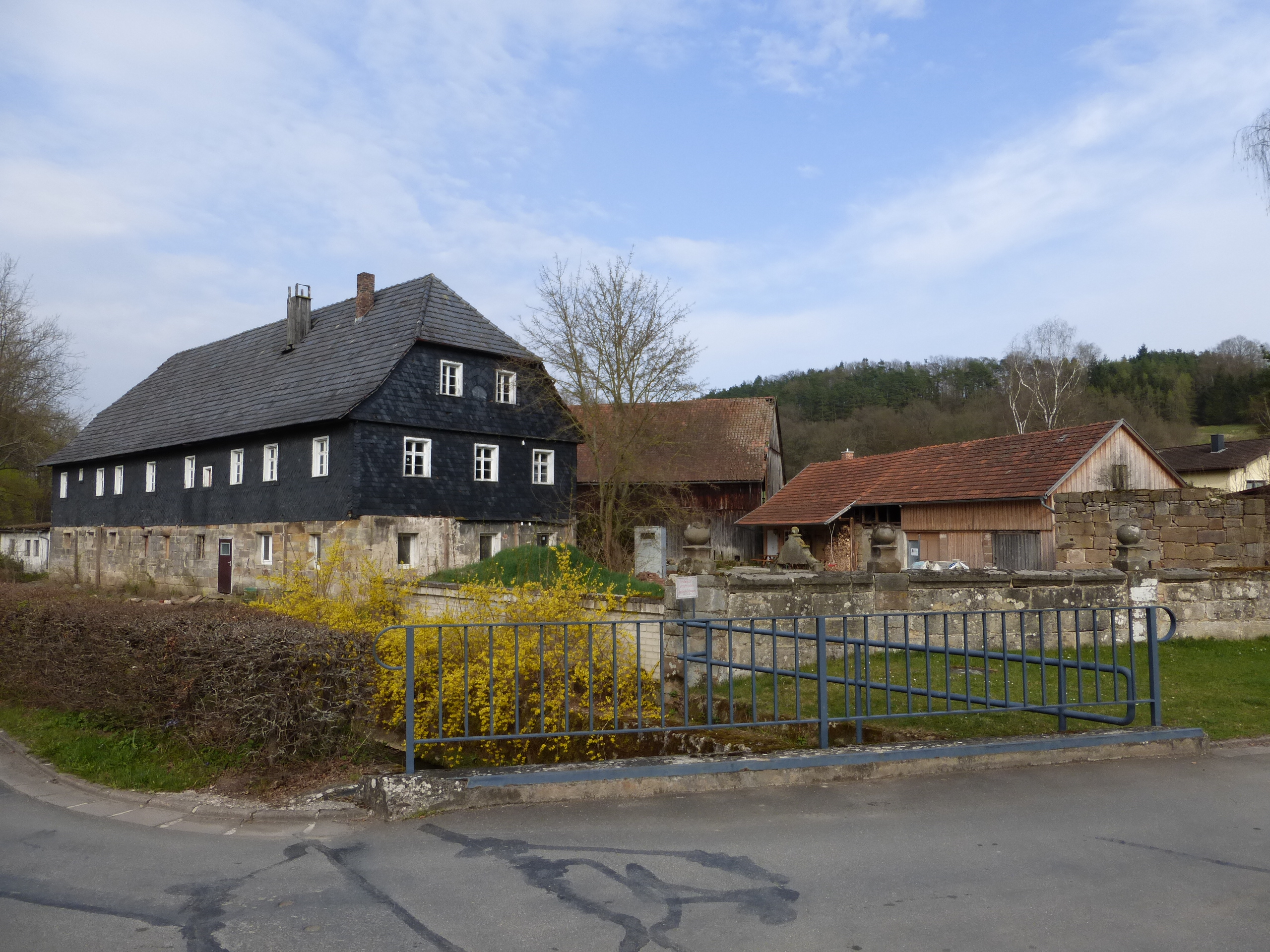
Wohnstallhaus mit der Hsnr. „1“
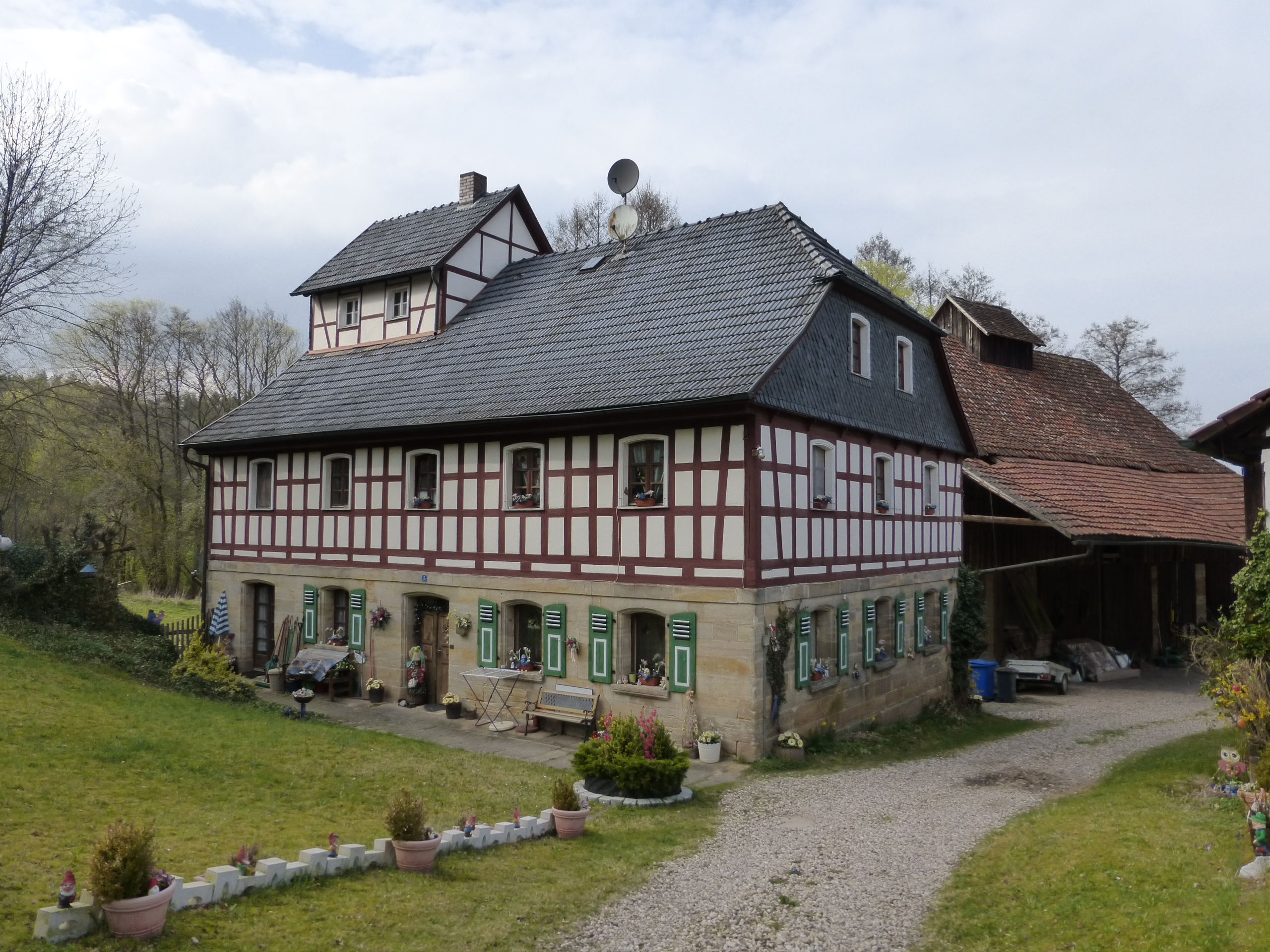
Ehemalige Mühle
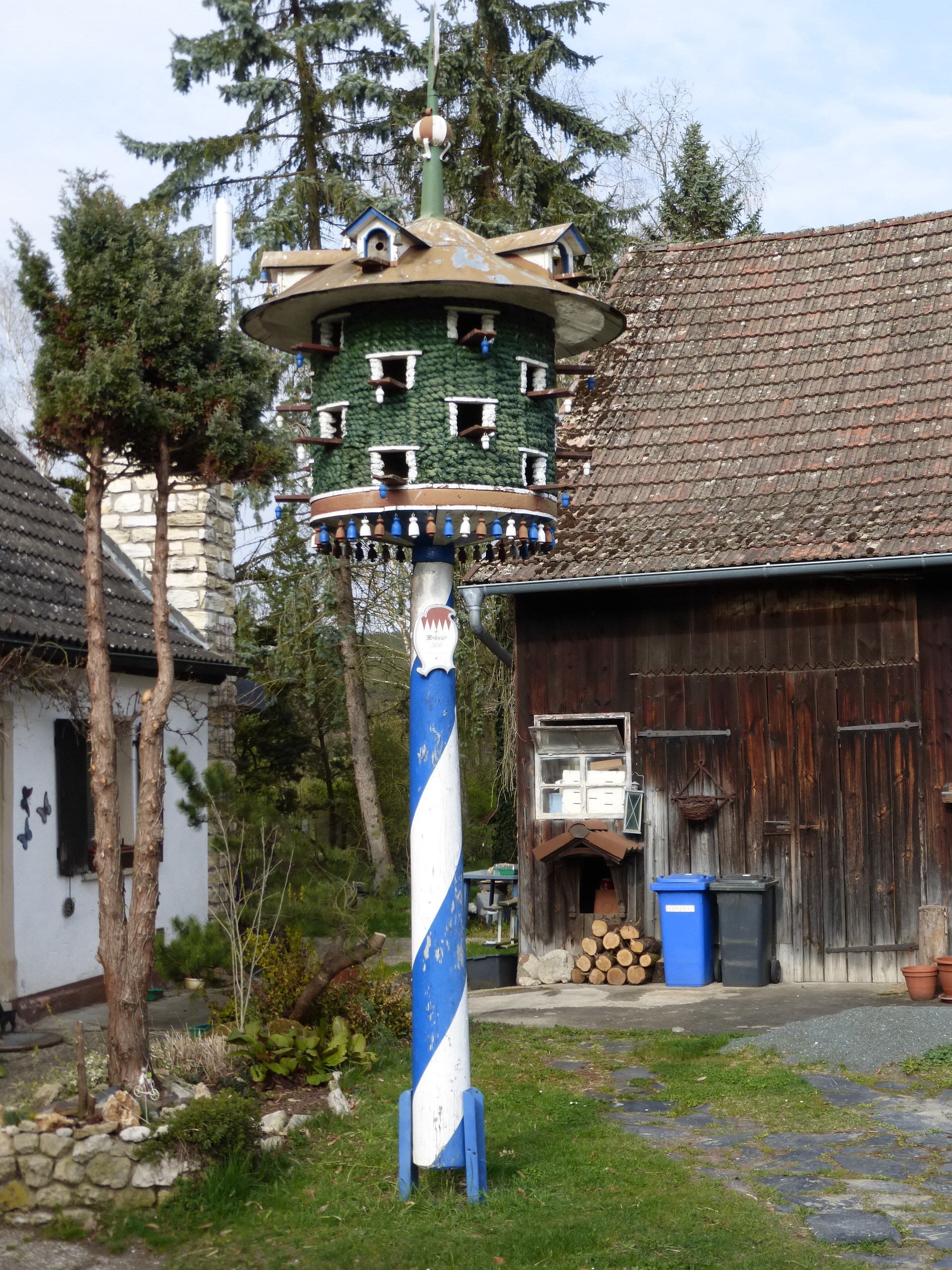
Taubenkobel
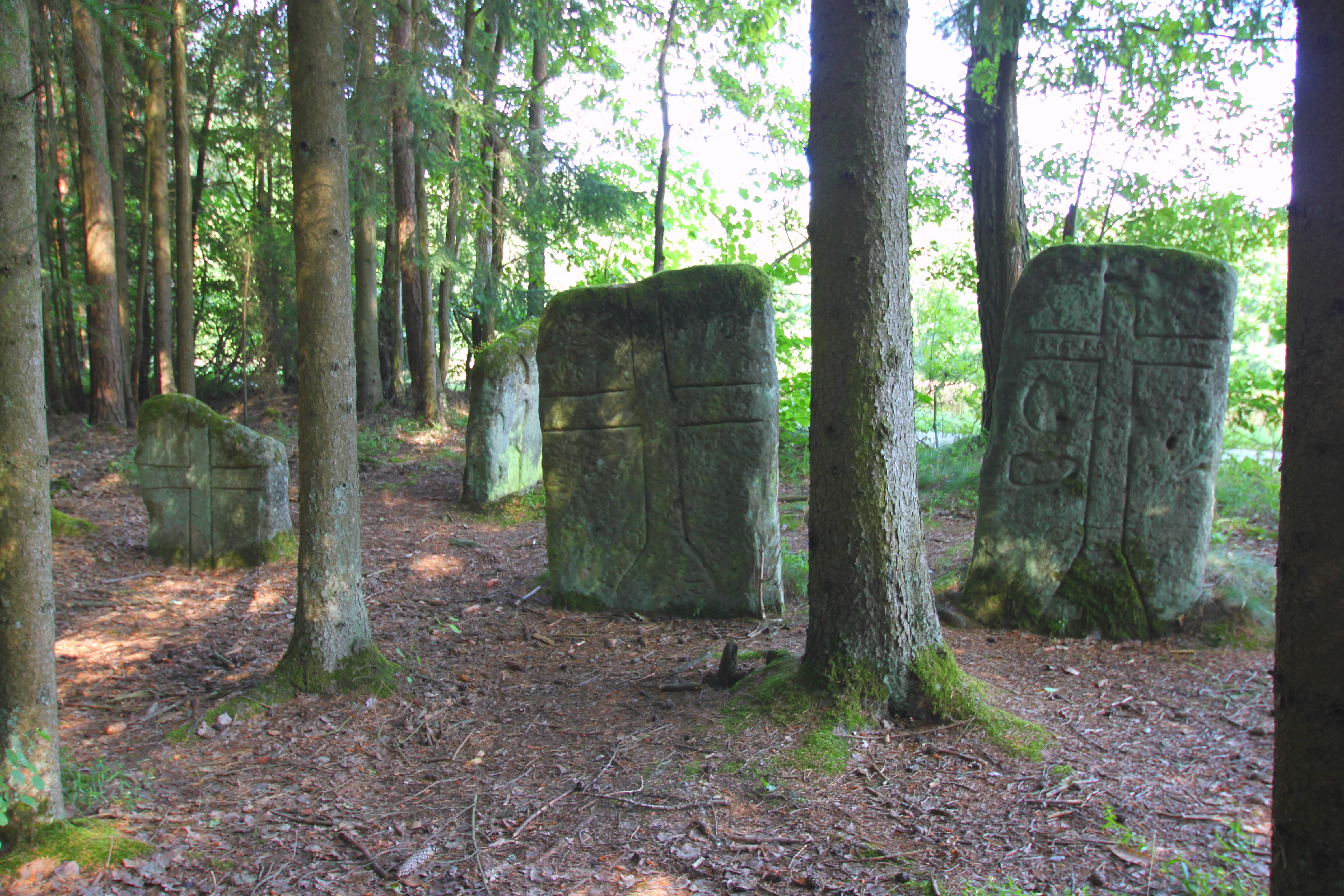
Vier Kreuzsteine